# المبنى العائم بدبي
يُعد المبنى العائم بدبي أيقونة معمارية مميزة في الشرق الأوسط والعالم. تم تصميمه من قبل زها حديد على أحدث الطرز العالمية ليكون بمثابة سيتى سكيب الشرق الأوسط. يتكون هذا البرج من مكعب به فراغًا كبيرًا في الوسط، وهو مقسم إلى هيكلين مرتبطين، بارتفاع 21 طابق، بقاعدة مخفية تجعله يبدو وكأنه يطفوا فوق سطح الأرض. يبدو ليلًا بشكل مختلف عن النهار، حيث يبدو في النهار على شكل مكعب كامل لامع بانعكاس أشعة الشمس عليه، ويبدو في الليل به أضواء تملأ الفراغات، حيث تمتص واجهتها الزجاجية الضوء وتتألق بإضاءة صناعية رائعة. يحتوى هذا البرج أيضًا على مشاريع أخرى داخله كبعض الفنادق المعدة كذلك على الطراز الحديث، إضافة إلى مجموعة مطاعم عالمية إلى جانب العلامات التجارية الشهيرة على مساحة 250 ألف قدم مربع. ومن المتوقع أن يتم الانتهاء من هذا المشروع بنهاية عام 2016.